# Hendrika van Rumt
Hendrika van Rumt (Ámsterdam, Países Bajos, 28 de agosto de 1897-Ámsterdam, 26 de mayo de 1985) fue una gimnasta artística neerlandesa, campeona olímpica en Ámsterdam 1928 en el concurso por equipos.

## Carrera deportiva
En las Olimpiadas celebradas en Ámsterdam en 1928 gana medalla de oro en el concurso por equipos, por delante de las italianas y las británicas, siendo sus compañeras de equipo las gimnastas: Estella Agsteribbe, Jacomina van den Berg, Petronella Burgerhof, Elka de Levie, Helena Nordheim, Ans Polak, Petronella van Randwijk, Alida van den Bos, Jud Simons, Jacoba Stelma y Anna van der Vegt.